# Тома, Антуан Леонар
Антуан Леонар Тома (фр. Antoine Léonard Thomas; 1732—1785) — французский писатель.
Сначала был противником Вольтера; впоследствии сделался почитателем его и энциклопедистов. Известность Тома основывалась в своё время на длинном ряде «похвальных слов», по большей части увенчанных академией): д’Агессо, Дюге-Труэну, Сюлли, Декарту, императору Марку-Аврелию и др.
Последнее слово принадлежит к наиболее удачным и по форме, и по содержанию; в нём слышатся отголоски философии XVIII в. и её взглядов на призвание и обязанности идеального правителя. Его поэмы («Jumonville», 1759), отрывки из «Петреиды» (в честь Петра Великого) и оды (наиболее известные из них — «Ode sur le temps», «Ode sur les devoirs de la société») страдают искусственностью и риторичностью; истинного вдохновения и природного поэтического таланта у него не было.
Написал ещё несколько рассуждений: «Опыт о похвальных словах» (1773), «Трактат о стихотворном слоге» и др. Собрание сочинений Тома вышло в 1773 г.; 1802 г. появились его «Посмертные сочинения». Тома пользовался уважением и сочувствием современников, как убежденный сторонник культуры и прогресса. Его очень ценили в России; Фонвизин перевел его «Похвальное слово Марку-Аврелию», Василий Петров — оду «Должности общежития» (1769).